# 王宗璋
王宗璋（1943年—），辽宁营口人，中华人民共和国政治人物。
早年毕业于哈尔滨工业大学，后供职于佳木斯联合收割机厂。1985年，升任佳木斯市副市长。1986年，改任鸡西市市长、中共鸡西市委副书记。1990年，改任中共佳木斯市委副书记、市长。1991年，升任黑龙江省政府省长助理。1993年，改任黑龙江省副省长。1999年，任中共哈尔滨市委书记。次年，兼任市长。2008年起担任全国人大代表。